# Matrimonio igualitario en Idaho
El matrimonio igualitario en Idaho es legal desde el 15 de octubre de 2014. En mayo de 2014,  la Corte de Distrito de los Estados Unidos para el Distrito de Idaho declaró inconstitucionales las prohibiciones estatutarias y constitucionales del estado sobre el matrimonio entre personas del mismo sexo. Las encuestas indican que la mayoría de los residentes de Idaho apoyan el reconocimiento legal del matrimonio entre personas del mismo sexo.

## Historia legal

### Estatutos
Después de que la Corte Suprema de Hawái estuviera a punto de legalizar el matrimonio igualitario en Hawái en 1993, la Legislatura de Idaho enmendó sus estatutos matrimoniales en 1995 para especificar explícitamente que el matrimonio debía ser "entre un hombre y una mujer". Las modificaciones entraron en vigor el 1 de enero de 1996. Temiendo que tuviera que reconocer matrimonios entre personas del mismo sexo celebrados en Hawái, Idaho enmendó nuevamente sus leyes matrimoniales en 1996 para prohibir el reconocimiento de matrimonios del mismo sexo realizados fuera del estado. El gobernador Phil Batt firmó la legislación, que entró en vigor de forma inmediata el 18 de marzo de 1996.

### Enmienda constitucional
El 6 de febrero de 2006, la Cámara de Representantes de Idaho aprobó, con 53 votos a favor y 17 en contra, una enmienda constitucional que prohibía el matrimonio igualitario y su "equivalente legal" en el estado. El Senado del Estado de Idaho no llegó a votar sobre la enmienda. El Senado aprobó la enmienda constitucional el 15 de febrero por 26 votos a favor y 9 en contra, y los votantes la ratificaron en referéndum el 7 de noviembre de 2006.
La enmienda fue declarada inconstitucional por un tribunal federal de distrito el 13 de mayo de 2014. El tribunal de apelaciones del Noveno Circuito de los Estados Unidos confirmó la sentencia el 7 de octubre, y esta entró en vigor el 15 de octubre de 2014. Aunque es inconstitucional e inaplicable, la enmienda aún permanece en la legislación estatal. En 2025, la representante Ilana Rubel presentó sin éxito un proyecto de ley para derogar la prohibición constitucional del matrimonio igualitario.

### CasoLatta contra Otter
Cuatro parejas de lesbianas de Idaho presentaron una demanda ante la Corte de Distrito de los Estados Unidos para el Distrito de Idaho en noviembre de 2013, impugnando la prohibición estatal del matrimonio igualitario. El 13 de mayo de 2014, la magistrada jefe Candy W. Dale dictaminó en el caso Latta contra Otter que las prohibiciones constitucionales y legales de Idaho eran inconstitucionales en virtud de la Decimocuarta Enmienda a la Constitución de los Estados Unidos.
El estado apeló el fallo, y el 20 de mayo, el Tribunal de Apelaciones del Noveno Circuito de los Estados Unidos suspendió la ejecución de la sentencia mientras se resolvía la apelación, ordenando que el caso se tratara con carácter urgente. El 7 de octubre de 2014, el Noveno Circuito confirmó que la prohibición estatal era inconstitucional. Los secretarios de los condados de Idaho se prepararon para emitir licencias de matrimonio a parejas del mismo sexo al día siguiente, 8 de octubre, hasta que el juez Anthony Kennedy del Tribunal Supremo de los Estados Unidos, en respuesta a una petición de las autoridades estatales, emitió una suspensión de ejecución de emergencia sobre la decisión del Noveno Circuito. Don Moline y Clint Newlan lograron obtener una licencia de matrimonio en Twin Falls antes de que el juez Kennedy emitiera la suspensión temporal.
El 10 de octubre, el juez Kennedy, tras consultar con los demás miembros del Tribunal Supremo, negó la solicitud de suspensión y anuló la suspensión temporal. Ese mismo día, los demandantes del caso Latta solicitaron al Noveno Circuito que levantara la suspensión de la orden del tribunal de distrito que había impuesto el 20 de mayo. El Noveno Circuito dio plazo hasta el 13 de octubre para responder. El 13 de octubre, el tribunal levantó su suspensión sobre la orden del tribunal de distrito que impedía a los funcionarios de Idaho hacer cumplir la prohibición estatal del matrimonio igualitario. La decisión entró en vigor el 15 de octubre de 2014. Rachael y Amber Beierle, demandantes en el caso Latta, fueron la primera pareja en obtener una licencia de matrimonio en la oficina del secretario del Condado de Ada. Más de 50 licencias de matrimonio fueron emitidas ese día.
El 10 de octubre, el gobernador Butch Otter anunció que ya no impugnaría el fallo en el caso Latta y que las agencias estatales cumplirían cuando el Noveno Circuito ordenara a Idaho conceder derechos matrimoniales a parejas del mismo sexo. El 14 de octubre, anunció que su oficina planeaba continuar defendiendo la prohibición estatal del matrimonio igualitario. El 21 de octubre, presentó una solicitud para una nueva audiencia en banc ante el Noveno Circuito, pero los demandantes se opusieron. El Noveno Circuito rechazó la solicitud de nueva audiencia el 9 de enero de 2015.

### Desarrollo posterior a la legalización
En enero de 2023, el senador Scott Herndon presentó una ley para eliminar las licencias de matrimonio y, en su lugar, ordenar a los oficiantes que emitieran certificados de matrimonio tras una ceremonia entre "dos personas cualificadas, un hombre y una mujer". La representante Ilana Rubel afirmó que el proyecto de ley violaría la Constitución de los Estados Unidos. El proyecto fue retirado antes de ser discutido.
En enero de 2025, la representante Heather Scott presentó una moción solicitando a la Corte Suprema revocar el fallo de Obergefell v. Hodges, calificándolo de "extralimitación ilegítima", y solicitó que se le permities al estado restablecer su prohibición del matrimonio igualitario. Las líderes demócratas Ilana Rubel y Melissa Wintrow emitieron una declaración conjunta: «Este es otro ejemplo de cómo el ala extrema del Partido Republicano inventa problemas sociales divisivos para crear problemas donde no los hay. El gran gobierno no tiene por qué decirles a los adultos que consienten a quién deben amar». La medida también encontró una importante oposición civil, ya que la mayoría de los idahoenses apoyan el reconocimiento legal del matrimonio entre personas del mismo sexo. Una petición en contra de la resolución reunió miles de firmas en pocos días. La medida fue aprobada en la Cámara con 46 votos a favor y 24 en contra el 27 de enero.

## Demografía y estadísticas matrimoniales
Los datos del Censo de los Estados Unidos de 2000 mostraron que 1873 parejas del mismo sexo vivían en Idaho. Para 2005, esta cifra había aumentado a 2096 parejas, las cuales representaban el 0.6 % de los hogares en pareja y el 0.4 % de todos los hogares del estado. La mayoría de estas parejas residía en los condados de Ada, Canyon y Kootenai, pero los condados con el mayor porcentaje de parejas del mismo sexo eran Lewis (0.90 % de todos los hogares del condado) y Adams (0.77 %). Las parejas del mismo sexo en Idaho eran en promedio más jóvenes que las parejas de distinto sexo y más propensas a estar empleadas. Sin embargo, los ingresos promedio y medianos eran más bajos, y también eran mucho menos propensas a ser propietarias de vivienda.
El Censo de los Estados Unidos de 2020 mostró que en Idaho había 2195 hogares conformados por parejas casadas del mismo sexo (905 parejas de hombres y 1290 de mujeres) y 1588 hogares de parejas del mismo sexo no casadas.

## Opinión pública
Una encuesta realizada en 2022 por el Idaho Statesman y SurveyUSA encontró que el 49 % de los votantes de Idaho creía que el matrimonio igualitario debería seguir siendo legal en el estado si la Corte Suprema revocara el fallo de Obergefell contra Hodges, mientras que el 37 % se oponía y el 14 % no estaba seguro. El apoyo fue mayor entre los demócratas (78 %) e independientes (62 %), pero más bajo entre los republicanos (34 %), y también fue más alto entre las mujeres (53 %) que entre los hombres (44 %). El respaldo al matrimonio entre personas del mismo sexo también fue mayor en el condado de Ada (63 %) y el condado de Canyon (50 %) que en el resto del estado (45 %).